# 5250 Jas
5250 Jas este un asteroid din centura principală de asteroizi.

## Descriere
5250 Jas este un asteroid din centura principală de asteroizi. A fost descoperit pe 21 august 1984 la Observatorul Kleť de Antonín Mrkos. Asteroidul prezintă o orbită caracterizată de o semiaxă mare de 2,68 ua, o excentricitate de 0,19 și o înclinație de 13,5° în raport cu ecliptica.